# Monomanie
În psihiatria secolului al XIX-lea, monomania (din grecescul monos, unu, și mania, care înseamnă „nebunie” sau „frenezie”) era o formă de nebunie parțială manifestată printr-o preocupare patologică unică într-o minte altfel sănătoasă.:155 :26 Nebunia parțială, ale cărei variații au o lungă istorie în jurisprudență, se afla în contrast cu noțiunea tradițională de nebunie totală, exemplificată prin diagnosticul de manie, ca o condiție globală care afecta toate aspectele înțelegerii și care reflecta ideea că mintea sau sufletul era o entitate indivizibilă.:25–6, 31, 39 :243 Definită de psihiatrul francez Esquirol (1772-1840) în jurul anului 1810,:153 monomania era o stare patologică caracterizează prin prezența unei idei fixe care afecta o minte care era normală în rest.:157 Esquirol și cercul său au descris trei categorii largi de monomanie care corespund clasificării tradiționale a minții în facultăți intelectuale, emoționale și volitive.:46 Monomania emoțională este aceea în care pacientul este obsedat de o singură emoție sau mai multe aflate în legătură cu ea; monomania intelectuală este cea care are legătură doar cu un singur tip de idee sau idei. Deși monomania a fost considerată una dintre cele șapte categorii recunoscute de boli mintale în recensământul din SUA din 1880, importanța sa ca diagnostic psihiatric era în scădere de la mijlocul secolului al XIX-lea.

## Tipuri
Monomania se poate referi la:
- sindromul de Clerambault (erotomanie): iluzia că un anumit bărbat sau femeie este îndrăgostit de pacient. Acest lucru poate apărea chiar fără ca cele două persoane să se cunoască între ele.
- idee fixă: dominația unei idei supraevaluate ca, de exemplu, ideea de slăbire în anorexia nervoasă
- cleptomanie: nevoia irezistibilă de a fura
- piromanie: impulsul de a declanșa incendii în mod deliberat
- lipemanie: termen timpuriu care se va transforma ulterior în conceptul de depresie[8]

## Exemple

### Literatură și film
În Crimă și pedeapsă de Fiodor Dostoievski, personajul principal, Raskolnikov, este considerat monomaniac în numeroase ocazii.
În romanul Ocolul Pământului în 80 de zile, personajul principal, Phileas Fogg este văzut de către servitorul Passepartout ca un „monomaniac” din cauza faptului că avea ideea sa fixă de a câștiga pariul pentru efectuarea unei călătorii în jurul lumii în 80 de zile.
Scriitorul american Edgar Allan Poe a scris adesea povestiri în care naratorul și protagonistul suferă de o formă de monomanie, devenind obsedați de o idee, un scop, un obiect sau o persoană, de multe ori până în punctul de distrugere fizică și/sau mentală. Poe folosește tema monomaniei în:
- „Berenice” (despre un nebun care devine obsedat de dinții verișoarei și logodnicei sale, Berenice)
- „Pisica neagră” (un om se teme de pisica lui și o omoară, adoptă o altă pisică, își ucide soția, iar apoi este pedepsit de pisică)
- „Prăbușirea Casei Usher” (personajul principal Usher este obsedat de frica de moarte)
- „Masca Morții Roșii” (un prinț se teme de o boală teribilă, dar în cele din urmă se îmbolnăvește de moartea roșie și moare)
- „Portretul oval” (despre un pictor care este obsedat de pictarea soției sale)
- „Inima care-și spune taina” (un nebun este obsedat de un bărbat în vârstă cu un „ochi de vultur”)
- „Omul mulțimii” (naratorul urmează un bătrân oriunde se duce acesta)

În Mașina timpului a lui H.G. Wells, călătorul în timp afirmă că „este inutil să te frămânți cu o asemenea enigmă, în mijlocul acestor lucruri necunoscute. Este calea sigură către monomanie”.
În „Cei șase Napoleoni” de Arthur Conan Doyle, în care se consideră că ucigașul suferă de monomanie pentru că zdrobea în mod repetat busturile lui Napoleon.
În Contele de Monte Cristo al scriitorului francez Alexandre Dumas, se presupune că abatele Faria suferă de monomanie în ceea ce privește comoara despre care vorbea mereu persoanelor din Castelul d'If, închisoarea politică în care era deținut.

### Muzică
Cel de-al șaselea album al trupei Deerhunter, lansat pe 7 mai 2013, este intitulat „Monomania”. 